# Randusari (Losari)
Randusari is een bestuurslaag in het regentschap Brebes van de provincie Midden-Java, Indonesië. Randusari telt 6126 inwoners (volkstelling 2010).